# Blândești
Blândești è un comune della Romania di 2 412 abitanti, ubicato nel distretto di Botoșani, nella regione storica della Moldavia.
Il comune è formato dall'unione di 3 villaggi: Blândești, Cerchejeni, Șoldănești.
Blândești è divenuto comune autonomo nel 2004, staccandosi dal comune di Sulița.